# João Batista
João Batista, właśc. João Batista Casemiro Marques (ur. 4 marca 1975 w Cataguases w stanie Minas Gerais) – brazylijski piłkarz występujący na pozycji pomocnika. Posiada również obywatelstwo tureckie na imię Mertol Karatay.

## Kariera piłkarska

### Kariera klubowa
W sezonie 1996/97 bronił barw tureckiego Gaziantepspor. Następnie wrócił do ojczyzny, gdzie grał w União São João EC. W 2000 powrócił do Gaziantepsporu. Zimą 2002 roku przeniósł się do Galatasaray SK. W lipcu 2004 podpisał 5-letni kontrakt z ukraińskim Szachtarem Donieck, dokąd zaprosił go trener Mircea Lucescu, z którym pracował jeszcze w Galatasarayu. Latem 2005 tak jak w klubie była za duża ilość obcokrajowców był zmuszony opuścić doniecką drużynę. W lipcu 2005 podpisał roczny kontrakt z Konyasporem. W 2008 przeszedł do Kasımpaşa S.K. Od 2009 występował w Tupi FC.

## Sukcesy i odznaczenia

### Sukcesy klubowe
- mistrz Turcji: 2002
- wicemistrz Turcji: 2003
- mistrz Ukrainy: 2005
- finalista Pucharu Turcji: 2002
- finalista Pucharu Ukrainy w piłce nożnej mężczyzn : 2005